# Spathuliger emmerezi
Spathuliger emmerezi là một loài bọ cánh cứng trong họ Cerambycidae.